# الحروب في إسكتلندا العصور الوسطى

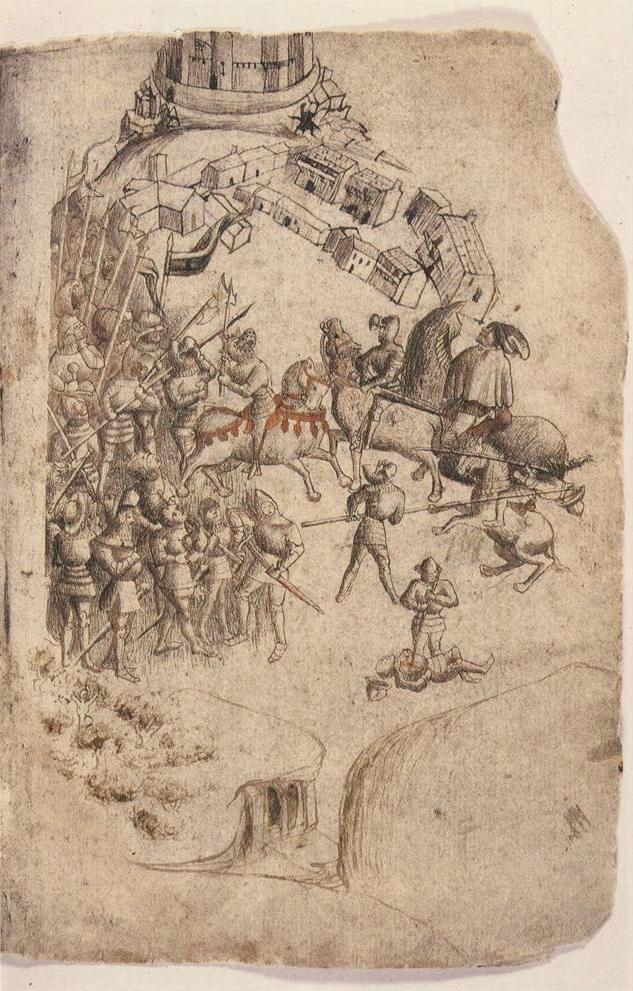

تشتمل الحروب في اسكتلندا العصور الوسطى على جميع الأعمال العسكرية داخل الحدود الحديثة لاسكتلندا، أو التي نفذتها قوى نشأت في الإقليم، منذ جلاء الرومان في القرن الخامس وحتى تبنّي تجديدات عصر النهضة مطلع القرن السادس عشر. في هذه الفترة، تطور الصراع من غارات هامشية إلى صراعات كبيرة، شاملًا العديد من تجديدات الحرب القارية.
في العصور الوسطى المبكرة، تميّزت الحرب على البر باستخدام فرق حرب صغيرة من قوات محلية انخرطت عادةً في غارات وحروب منخفضة الحدة. جلب وصول الفايكنغ مدى جديدًا للحرب البحرية، مع تنقّل سريع استند إلى سفن الفايكنغ الطويلة. أصبحت بيريلين، التي تطورت عن السفينة الطويلة، عاملًا أساسيًا في حروب الجُزر والمرتفعات. بحلول العصور الوسطى العليا، كان ملوك اسكتلندا يقودون قوات من عشرات الآلاف من الرجال لفترات قصيرة كجزء من «الجيش العام»، وهم بصورة رئيسية من حملة الرماح ورماة الأسهم سيئي التسليح. بعد «الثورة الديفيدية» في القرن الثاني عشر، التي أدخلت عناصر الإقطاع إلى اسكتلندا، عُزّزت هذه القوات بعدد صغير من الفرسان المدججين بالأسلحة. أدخل الإقطاع القلاع أيضًا إلى البلاد، التي كانت أساسًا أبنية رابية وسورًا خشبية، غير أنه قد حلت محلها في القرن الثالث عشر قلاعٌ صخرية ضخمة «محصّنة بسور»، وجدران عالية تحيط بها. في القرن الثالث عشر، زال خطر القوة البحرية الاسكندنافية وتمكن ملوك اسكتلندا من استخدام القوة البحرية للمساعدة في إخضاع المرتفعات والجزر.
نادرًا ما تمكنت الجيوش البرية الاسكتلندية من الصمود في وجه الجيوش الإنجليزية الأكثر تمرّسًا والتي كانت أضخم عادةً، إلا أن روبرت الأول ملك اسكتلندا قد وظّفها بنجاح في معركة بانوكبورن في عام 1314 لضمان استقلال اسكتلندا. تبنّى روبرت الأول سياسة تدمير القلاع واستفاد من القوة البحرية في دعم قواته، شارعًا بتطوير قوة بحرية اسكتلندية ملكية. في العصور الوسطى المتأخرة تحت حكم ملوك ستيوارت، عُزّزت هذه القوات بصورة إضافية بقوات خاصة، على وجه التحديد بفرسان مدججين بالأسلحة ورماة أسهم، عُيّنوا من خلال ميثاق مانرينت، المشابه لعقود العمل الإنجليزية في الفترة ذاتها. بُنيت قلاع «الحاشية والدفاع» الجديدة لإيواء هذه القوات، وبدأ تكييف القلاع لاستيعاب أسلحة البارود. تبنّى آل ستيوارت أيضًا ابتكارات أساسية في الحرب القارية، مثل الحراب الأطول والاستخدام الكثيف للمدفعية، وبنوا أسطولًا عظيمًا، إلا أن واحدًا من الجيوش الاسكتلندية الأفضل تسليحًا والأضخم حشدًا على الإطلاق لاقى هزيمةً على يدي جيش إنجليزي في معركة فلودين في عام 1513، التي شهدت إبادة عدد ضخم من القوات النظامية، التي مثلت قسمًا كبيرًا من طبقة النبلاء والملك جيمس الرابع.

## العصور الوسطى المبكرة

### المحاربون
في عالم اسكتلندا العصور الوسطى المبكرة المقسّم سياسيًا، كانت نواة غالبية القوات المسلحة حرس القائد أو فرقة حرب. في اللغات البريثونية، سُمّيت هذه تيولو، كما في تيولو ديور («فرقة حرب دييرا»). في اللاتينية، كانت الكلمة الأكثر شيوعًا في هذه الفترة هي توتوريس، وهي مشتقة من الفعل اللاتيني تويور، الذي يعني «دافع، احمِ من الخطر». في أوقات السلم، تمحورت أعمال فرقة الحرب حول «الغرفة الكبرى». هنا، في كلتا الثقافتين الجرمانية والسلتية، أُقيمت الولائم، وشرب الخمر، والأشكال الأخرى لتلاحم الرجال التي حفظت وحدة فرقة الحرب. في القصيدة الملحمية الإنجليزية القديمة المعاصرة بيوولف، قيل إن فرقة الحرب كانت تنام في الغرفة الكبرى بعد توجه السيد إلى غرفة نومه المتاخمة. من غير المحتمل أن تكون أي فرقة حرب قد تجاوزت 120 إلى 150 رجل، إذ لم يجد علماء الآثار في بريطانيا الشمالية أي غرفة تتسع لأكثر من هذا الرقم. كانت فرقة الحرب نواة جيوش أضخم حُشدت من وقت إلى آخر لحملات ضخمة الحجم. كانت هذه القوى الأكبر رهنًا لواجبات الدفاع عن مقاطعة أو مملكة بحرًا وبرًا. تشير المصادر الباكرة من دال رياتا إلى محاولة لتعريف هذا على أنه واجب استند إلى حيازة الأراضي، مع الالتزام بتقديم عدد معين من الرجال أو السفن بحسب مساحة الأرض التي يمتلكها الفرد. تُظهر أحجار بيكتيش، كالموجودة في أبيرليمنو في أنجوس، محاربين يحملون سيوفًا ورماحًا وأقواسًا ويرتدون خوذًا ودروعًا. تُظهر هذه الصور مشاةً في صفوف، أو متجمعين معًا للحماية، وتُظهر قواتٍ من الفرسان مدججين بالأسلحة أحيانًا، ما يدلّ على نخبة من المحاربين الفرسان.